# Rolleimatic

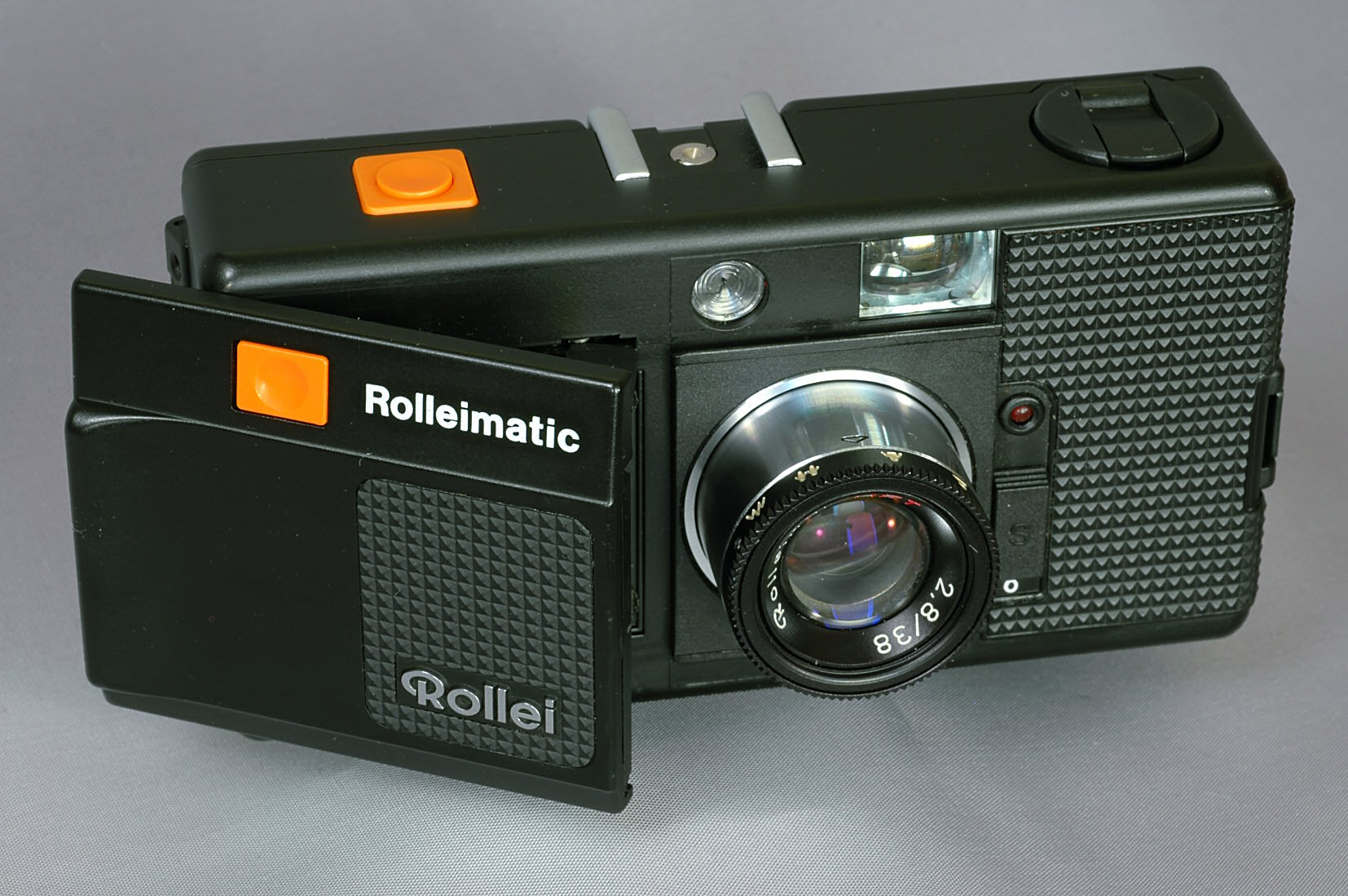
Frontansicht einer Rolleimatic

Rolleimatic war die Bezeichnung einer Rollei-Sucherkamera für Kleinbildfilm. Mit einem neuen Bedienungskonzept und Design sollte sie breite Käuferschichten ansprechen. Die Rolleimatic war die letzte Kamera-Neukonstruktion von Rollei, die vor dem Konkurs 1981 in Produktion ging.

## Planung
Die Planung begann im Jahr 1977. Kameras des Instamatic-Systems waren wegen der einfachen Bedienung beliebt, die Filmkassetten waren jedoch relativ teuer. Sie erfüllten auch nicht alle Qualitätsansprüche, z. B. bei der Planlage des Films. Heinz Waaske wurde mit der Konstruktion beauftragt. Es widerstrebte ihm seinen Entwurf der Rollei 35 abzuändern, stattdessen sah er eine völlige Neukonstruktion vor. Seit dem Entwurf der Rollei 35 waren über zehn Jahre vergangen. Es gab durch Kunststoffe und Elektronik neue Möglichkeiten, die Waaske für die neue Kamera konsequent nutzen wollte.

## Konstruktion

Bedienung der Rolleimatic

Das zentrale Element der Konstruktion ist die „Multifunktionsschwinge“. Im geschlossenen Zustand dient sie als Schutz für Objektiv und Sucher. Mit der Schwinge wird zusätzlich das Objektiv (Rolleinar 38 mm f/2.8) ein- und ausgefahren, sowie der Film transportiert.
- zum Öffnen wird die Schwinge zur Seite geschoben, bis sie rechts etwa einen Zentimeter übersteht
- mit einer Kippbewegung der Schwinge wird das Objektiv ausgefahren, die Kamera ist aufnahmebereit
- nach dem Auslösen wird mit zwei Betätigungen der Schwinge der Film transportiert und der Verschluss aufgezogen. Das Objektiv bewegt sich dabei nicht.
- Zum Einfahren des Objektivs wird die Schwinge ausgeklappt. Dann wird die Taste an der Vorderseite gedrückt und die Schwinge mit gedrückter Taste zurückbewegt.
- Zum Schließen wird die Schwinge vor das Objektiv geschoben

Die Beschreibung liest sich kompliziert, die Anwendung ist jedoch einfach.
Die Belichtung wird elektronisch gesteuert. Die Kamera verfügt über eine Programmautomatik, eine manuelle Belichtungssteuerung ist nicht vorgesehen. Für die Verwendung eines Blitzgeräts kann jedoch eine Blendenöffnung vorgewählt werden, die Verschlusszeit beträgt dann 1/30 s. Die Filmempfindlichkeit wird manuell eingestellt, von 100 bis 400 ASA.
Die Entfernung muss geschätzt werden. An der Oberseite des Objektivs sind Symbole für die Entfernungseinstellung angebracht, an der Unterseite Skalen in Metern und Fuß.

## Fertigung
In Braunschweig wurde eine Vorserie von fünfzig Stück aufgelegt. Die Serienfertigung begann im Juni 1980 in Singapur, ohne eine umfangreiche Erprobung der Kamera, wie sie sonst üblich war. Die Neukonstruktion der Kamera bedeutete eine Vielzahl von neuen Elementen, so dass immer wieder Überarbeitungen der Details nötig waren, wie sie normalerweise in der Erprobungsphase durchgeführt wurden. Auf der anderen Seite gab es einen erheblichen Termindruck, die neue Kamera möglichst schnell auf den Markt zu bringen. In Singapur wurde noch kurz nach Anlauf der Serienproduktion der Verschlussantrieb geändert.
Der Konkurs von Rollei beendete die Produktion der Rolleimatic im September 1981. Heinz Waaske hatte Rollei auf eigenen Wunsch schon 1978 verlassen, um als freier Konstrukteur zu arbeiten. Es sollen 30.000 Stück hergestellt worden sein. Ehemalige Mitarbeiter gehen jedoch von einer noch geringeren Anzahl aus.

## Vertrieb
Die Rolleimatic bekam in der Fachpresse großes Lob. Das Konzept der einfachen Bedienung zusammen mit dem neuen Design war aufgegangen. Selbst kritische Fachjournalisten zeigten sich angetan von dieser hochwertigen und leicht zu bedienenden Kamera.

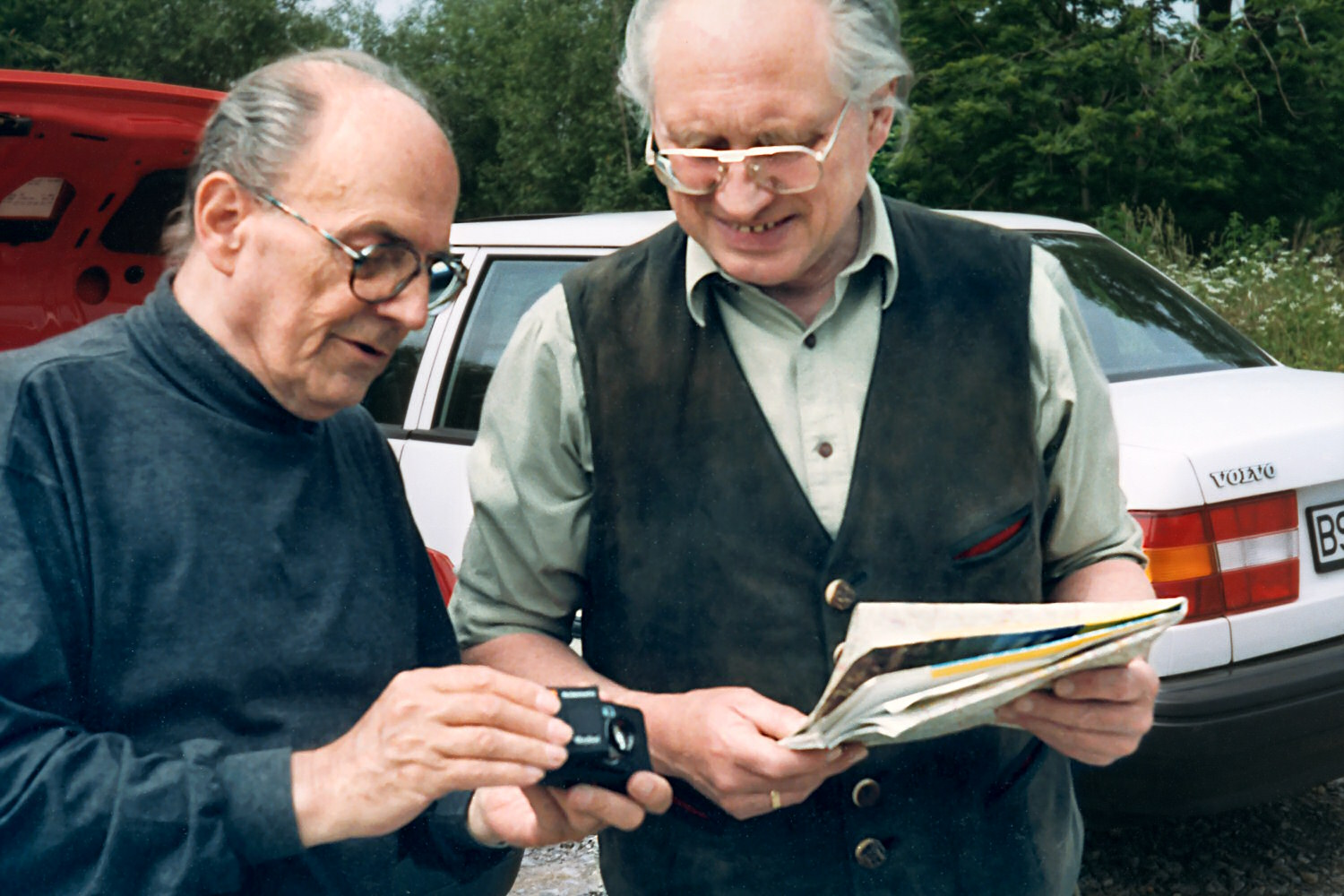
Heinz Waaske erklärt unterwegs die Rolleimatic, 8. Juni 1994

Bei einer Veranstaltung für Fachhändler aus dem Raum Braunschweig kam es zu einer vertrieblichen Katastrophe. Nicht eine einzige Rolleimatic funktionierte zufriedenstellend. Was zur Rettung des guten Rufs der Firma Rollei gedacht war, verkehrte sich ins Gegenteil. Nach ähnlichen Problemen mit der SL35E und der A110 hätte man bei Rollei gewarnt sein müssen, zog es jedoch vor weiter auf schnelle Markteinführung zu drängen.
Die Rolleimatic hätte das Potenzial für einen Verkaufsschlager gehabt, wenn sie zuverlässig funktioniert hätte. Der Zeitdruck, den das Management aufgebaut hatte, ließ die übliche Erprobung nicht zu. So wurde ein nicht ausgereiftes Produkt vorschnell auf den Markt gebracht, was zum Konkurs von Rollei beitrug. So geriet diese Kamera in Vergessenheit.
Im Nachhinein wurde die Grundidee einer einfach zu bedienenden Kleinbildkamera bestätigt. Im Lauf der 1980er Jahre verdrängten automatische Kleinbildkameras Instamatic- und Pocketfilm vollständig. Heinz Waaske selbst hat noch 1994 privat eine Rolleimatic benutzt.